# Ivan Kawaciuk
Ivan Kawaciuk (Želénky, 19 aprile 1913 – Praga, 30 novembre 1966) è stato un violinista cecoslovacco.

## Biografia
Antonìn Ivan Kawaciuk nacque nel 1913 a Želénky. Il padre, Nicolaj, veniva dall'Ucrainae lavorava come minatore. Ivan iniziò i suoi studi nel 1923 a Duchcov. Nel 1925 divenne allievo di Rudolf Špoutil nella locale scuola di musica e canto (Hudebně-pěvecká škola v Duchcově). Nella formazione del giovane musicista fu decisivo un concerto del violinista Jaroslav Kocián. Impressionò così tanto Kawaciuk che nel settembre del 1927 si trasferì al Conservatorio di Praga dove divenne allievo di Jindřich Bastař.   Nel frattempo, intraprese la carriera di solista, suonando regolarmente davanti al microfono della radio e,  alla fine degli anni '30,  diventando la spalla della Orchestra Sinfonica di Praga. Al Conservatorio, proseguì gli studi sino al 1943 nella classe superiore di Jindřich Feld, laureandosi col massimo dei voti e ricevendo il Premio Ševčík.  Durante la guerra suonò anche musica jazz al Vltava Café con l’orchestra Jaroslav Malina. Continuò a lavorare con la Orchestra Filarmonica Ceca. Dal 1947 fu spalla della Film Symphony Orchestra. Nel 1953 effettuò una delle prime registrazioni integrali dei 24 Capricci di Niccolò Paganini, diventando il concorrente diretto di Ruggiero Ricci. Dal 1961 fu professore al Conservatorio di Praga, ma morì prematuramente il 30 novembre 1966 a 53 anni. 
La discografia di Ivan Kawaciuk, registrata quasi integralmente per la Supraphon, comprende musiche di Debussy, Dvořák, Fibich, Kreisler, Monti, Nedbal, Paganini, Provaznik, Sarasate, Ševčík, Smetana, Suk, Toselli, Troian. 
Scarse e frammentarie sono le informazioni biografiche sulla sua vita, perché la problematica situazione politica (guerra fredda) impedì a Kawaciuk di esibirsi in Occidente. Ciò spiegherebbe in parte perché Kawaciuk viene ignorato dalla critica musicologica.